# Grace Missionary Church
Grace Missionary Church är ett evangelikalt trossamfund i Zion, Illinois, bildat 1910 och en av de kyrkor som ser sig som den sanna arvtagaren till Christian Catholic Church.